# Campionati mondiali di nuoto in vasca corta 2010 - 100 metri dorso femminili
Le qualifiche per le semifinali si sono svolte la mattina del 15 dicembre 2010, mentre le semifinali si sono svolte la sera dello stesso giorno. La finale si è svolta la sera del 16 dicembre 2010.

## Medaglie
| Posizione | Atleta           | Paese       |
| --------- | ---------------- | ----------- |
| Oro       | Natalie Coughlin | Stati Uniti |
| Argento   | Jing Zhao        | Cina        |
| Bronzo    | Chang Gao        | Cina        |

## Record
Prima della manifestazione il record del mondo (RM) e il record dei campionati (RC) erano i seguenti:
| Record mondiale       | 55.23 | Shiho Sakai Giappone     | 15 novembre 2009 Berlino, Germania     |
| Record dei campionati | 57.10 | Kirsty Coventry Zimbabwe | 10 aprile 2008 Manchester, Regno Unito |

Durante la competizione sono stati migliorati i seguenti record:
| Data             | Evento        | Atleta           | Nazione     | Tempo | Record                |
| ---------------- | ------------- | ---------------- | ----------- | ----- | --------------------- |
| 15 dicembre 2010 | 2ª semifinale | Chang Gao        | Cina        | 56.58 | Record dei campionati |
| 16 dicembre 2010 | Finale        | Natalie Coughlin | Stati Uniti | 56.08 | Record dei campionati |

## Risultati batterie
| Pos. | Atleta                     | Nazionalità                   | Tempo   | Batteria | Corsia | Note |
| ---- | -------------------------- | ----------------------------- | ------- | -------- | ------ | ---- |
| 1    | Missy Franklin             | Stati Uniti                   | 57.33   | 7        | 1      |      |
| 2    | Rachel Goh                 | Australia                     | 57.54   | 8        | 6      |      |
| 3    | Chang Gao                  | Cina                          | 57.56   | 8        | 4      |      |
| 4    | Marieke Guehrer            | Australia                     | 57.78   | 7        | 6      |      |
| 5    | Natalie Coughlin           | Stati Uniti                   | 57.91   | 7        | 7      |      |
| 6    | Jing Zhao                  | Cina                          | 58.17   | 1        | 2      |      |
| 7    | Daryna Zevina              | Ucraina                       | 58.37   | 7        | 5      |      |
| 8    | Aljaksandra Herasimenja    | Bielorussia                   | 58.41   | 6        | 4      |      |
| 9    | Anastasia Zueva            | Russia                        | 58.48   | 8        | 5      |      |
| 10   | Alexianne Castel           | Francia                       | 58.51   | 8        | 2      |      |
| 11   | Sharon Van Rouwendaal      | Paesi Bassi                   | 58.62   | 6        | 3      |      |
| 12   | Fabiola Molina             | Brasile                       | 58.88   | 6        | 2      |      |
| 13   | Van Wyk Chanelle           | Sudafrica                     | 58.89   | 8        | 8      |      |
| 14   | Mercedes Peris Minguet     | Spagna                        | 58.90   | 7        | 3      |      |
| 15   | Kseniya Moskvina           | Russia                        | 58.96   | 7        | 4      |      |
| 16   | Simona Baumrtova           | Rep. Ceca                     | 59.13   | 7        | 2      |      |
| 17   | Elena Gemo                 | Italia                        | 59.24   | 6        | 5      |      |
| 18   | Sarah Sjöström             | Svezia                        | 59.26   | 8        | 7      |      |
| 19   | Sinead Russell             | Canada                        | 59.31   | 6        | 1      |      |
| 20   | Fernanda González          | Messico                       | 59.39   | 4        | 4      |      |
| 21   | Miyuki Takemura            | Giappone                      | 59.55   | 6        | 6      |      |
| 22   | Michelle Coleman           | Svezia                        | 59.73   | 6        | 8      |      |
| 23   | Ekaterina Avramova         | Bulgaria                      | 59.82   | 7        | 8      |      |
| 24   | Leone Vorster              | Sudafrica                     | 1:00.09 | 5        | 2      |      |
| 25   | Laura Letrari              | Italia                        | 1:00.13 | 5        | 8      |      |
| 26   | Drakou Theodora            | Grecia                        | 1:00.28 | 1        | 6      |      |
| 27   | Ingvild Snildal            | Norvegia                      | 1:00.47 | 8        | 1      |      |
| 28   | Pernille Jessing Larsen    | Danimarca                     | 1:00.60 | 8        | 3      |      |
| 29   | Sophia Batchelor           | Nuova Zelanda                 | 1:00.66 | 6        | 7      |      |
| 30   | Etiene Medeiros            | Brasile                       | 1:00.78 | 5        | 4      |      |
| 31   | Hanna-Maria Seppälä        | Finlandia                     | 1:00.80 | 5        | 5      |      |
| 32   | Sanja Jovanović            | Croazia                       | 1:00.95 | 5        | 1      |      |
| 33   | Alana Kathryn Dillette     | Bahamas                       | 1:01.33 | 4        | 5      |      |
| 34   | Katarina Milly             | Slovacchia                    | 1:01.36 | 5        | 6      |      |
| 35   | Hazal Sarikaya             | Turchia                       | 1:01.49 | 5        | 3      |      |
| 36   | Yulduz Kuchkarova          | Uzbekistan                    | 1:01.91 | 4        | 1      |      |
| 37   | Kätlin Sepp                | Estonia                       | 1:01.92 | 4        | 3      |      |
| 38   | Sarah Rolko                | Lussemburgo                   | 1:02.00 | 4        | 2      |      |
| 39   | Jeserik Pinto              | Venezuela                     | 1:02.09 | 4        | 8      |      |
| 40   | Cecilia Bertoncello        | Argentina                     | 1:02.11 | 5        | 7      |      |
| 41   | Ting Chen                  | Taipei cinese                 | 1:02.33 | 4        | 7      |      |
| 42   | Isabella Arcila            | Colombia                      | 1:02.46 | 4        | 6      |      |
| 43   | Massie Milagros Carrillo   | Perù                          | 1:03.78 | 3        | 3      |      |
| 44   | Elimar Barrios             | Venezuela                     | 1:04.15 | 3        | 2      |      |
| 45   | Mónica Ramírez             | Andorra                       | 1:04.45 | 3        | 4      |      |
| 46   | Lara Butler                | Isole Cayman                  | 1:04.77 | 2        | 3      |      |
| 47   | Kirsten Ann Lapham         | Zimbabwe                      | 1:05.23 | 3        | 6      |      |
| 48   | Nicola Muscat              | Malta                         | 1:05.54 | 2        | 4      |      |
| 49   | Karen Torrez               | Bolivia                       | 1:05.66 | 2        | 2      |      |
| 50   | Carolina Alejandra Aguilar | Perù                          | 1:06.26 | 3        | 7      |      |
| 51   | Karen Vilorio              | Honduras                      | 1:06.58 | 2        | 5      |      |
| 52   | Iulia Olari                | Moldavia                      | 1:06.61 | 3        | 5      |      |
| 53   | Jade Howard                | Zambia                        | 1:06.91 | 2        | 6      |      |
| 54   | Erica Man Wai Vong         | Macao                         | 1:07.40 | 3        | 8      |      |
| 55   | Sara Hyajna                | Giordania                     | 1:08.51 | 3        | 1      |      |
| 56   | Talisa Lanoe               | Kenya                         | 1:08.90 | 2        | 7      |      |
| 57   | Estellah Fils              | Madagascar                    | 1:11.59 | 2        | 8      |      |
| 58   | Cheyenne Rova              | Figi                          | 1:13.20 | 2        | 1      |      |
| 59   | Osisang Chilton            | Palau                         | 1:16.48 | 1        | 5      |      |
| 60   | Shaila Rana                | Nepal                         | 1:21.82 | 1        | 4      |      |
| 61   | Keanna Villagomez          | Isole Marianne Settentrionali | 1:22.99 | 1        | 3      |      |

## Semifinali
| Pos. | Atleta                  | Nazionalità | Tempo | Batteria | Corsia | Note                  |
| ---- | ----------------------- | ----------- | ----- | -------- | ------ | --------------------- |
| 1    | Chang Gao               | Cina        | 56.58 | 2        | 5      | Record dei campionati |
| 2    | Missy Franklin          | Stati Uniti | 57.49 | 2        | 4      |                       |
| 3    | Jing Zhao               | Cina        | 57.54 | 2        | 3      |                       |
| 4    | Natalie Coughlin        | Stati Uniti | 57.61 | 1        | 5      |                       |
| 5    | Rachel Goh              | Australia   | 57.76 | 1        | 4      |                       |
| 6    | Anastasia Zueva         | Russia      | 57.79 | 1        | 6      |                       |
| 7    | Aljaksandra Herasimenja | Bielorussia | 58.03 | 2        | 6      |                       |
| 8    | Mercedes Peris Minguet  | Spagna      | 58.31 | 2        | 1      |                       |
| 9    | Alexianne Castel        | Francia     | 58.49 | 2        | 2      |                       |
| 10   | Daryna Zevina           | Ucraina     | 58.58 | 1        | 3      |                       |
| 11   | Fabiola Molina          | Brasile     | 58.63 | 2        | 7      |                       |
| 12   | Sharon Van Rouwendaal   | Paesi Bassi | 58.69 | 1        | 2      |                       |
| 13   | Van Wyk Chanelle        | Sudafrica   | 58.84 | 1        | 7      |                       |
| 14   | Kseniya Moskvina        | Russia      | 58.91 | 1        | 1      |                       |
| 15   | Elena Gemo              | Italia      | 59.05 | 1        | 8      |                       |
| 16   | Simona Baumrtova        | Rep. Ceca   | 59.24 | 2        | 8      |                       |

## Finale
| Pos. | Atleta                  | Nazionalità | Tempo | Corsia | Note                  |
| ---- | ----------------------- | ----------- | ----- | ------ | --------------------- |
|      | Natalie Coughlin        | Stati Uniti | 56.08 | 6      | Record dei campionati |
|      | Jing Zhao               | Cina        | 56.18 | 3      |                       |
|      | Chang Gao               | Cina        | 56.21 | 4      |                       |
| 4    | Missy Franklin          | Stati Uniti | 56.92 | 5      |                       |
| 5    | Rachel Goh              | Australia   | 57.36 | 2      |                       |
| 6    | Anastasia Zueva         | Russia      | 57.67 | 7      |                       |
| 7    | Mercedes Peris Minguet  | Spagna      | 57.87 | 8      |                       |
| 8    | Aljaksandra Herasimenja | Bielorussia | 58.48 | 1      |                       |